# 2021年臺灣旱災缺水危機

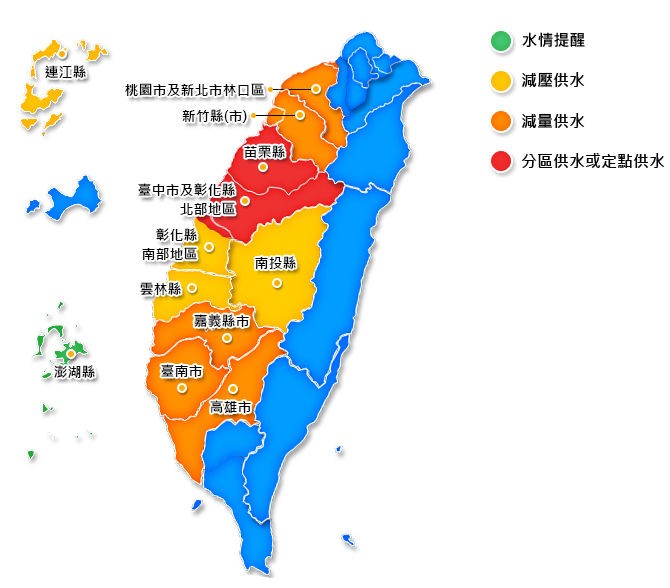
此波旱災最嚴峻時的台灣水情燈號

2021年臺灣旱災缺水危機為發生於2021年初台灣本島西部地區的大規模乾旱事件，導致各地區進入不同程度的減壓供水、限水、停耕、歇業等情況，此為自1947年以來最嚴重乾旱、又被稱作「百年大旱」。此波旱象於5月底～6月底連續幾波梅雨鋒面、陣雨、西南氣流帶來明顯降雨而緩解，中央旱災應變中心於6月22日解除開設。7月底~8月初陸續有花颱風、盧碧颱風及西南氣流鋒面帶來明顯降雨，台灣本島與離島澎湖、金門、馬祖水情於8月5日全數恢復正常，此波旱象告一段落。
2021年乾旱原因為2020年臺灣梅雨季節短促雨情不佳，接著颱風季沒有颱風登陸或接近。台灣西半部水庫最重要的兩個集水時節都少雨，造成西半部水庫蓄水量偏低，僅靠夏季陣雨補充。爾後西南部秋冬乾季原本就少雨，難解旱象。原本期望可靠每年2～4月份的春雨舒緩旱象，但受反聖嬰現象等因素影響，2021年春雨為有正式紀錄以來的最低值，因此水庫蓄水量持續下探。5月太平洋高壓異常增強西伸、梅雨鋒面偏北發展，導致台灣高溫少雨，影響台灣梅雨遲到也偏少。補水無望，西半部水庫陸續進入警戒下限，其中中部部分地區更於4月初開始限水措施。
同樣位於西南部的屏東地區，因地下水資源相對豐沛且開發完善。包括日治時期由鳥居信平設計的二峰圳為台灣運用伏流水作灌溉的先鋒，於2017年初修復完畢；2018年開發完成的大潮州人工湖作為地下水補注湖，完工後已挹注5000萬至7000萬噸水源至地下含水層成為地下水庫。這些水源的儲備與利用使同樣少雨的屏東地區至5月份都未進入乾旱警戒狀態。
台灣本島北部、東半部則因2020~2021年秋冬季東北季風帶來豐沛雨量，供水不虞匱乏，翡翠水庫有餘力在缺水期間協助支援石門水庫供水區，延長石門水庫供水時程。
長期觀測指出，颱風帶來的降雨，貢獻了台灣整年大約40%的雨量，但2020年強烈的太平洋副熱帶高壓，導致2020年台灣缺少颱風。然而，氣候模式評估指出，人為導致的氣候變化將使得西北太平洋副熱帶高壓顯著增強。這意味着氣候變化下，台灣未來將面臨着長期降水減低的乾旱挑戰。

## 因應措施

### 開發、調度水源
2017年，行政院林全內閣在前瞻基礎建設計畫中針對台灣氣候變遷與旱澇不均情況部署了相關水利工程，經過數年建設執行，相關設施在此次旱災中發揮效益。2020年7月，經濟部提前部署，透過強化管理調配，加速提前完成相關水資源建設及抗旱水源1.0計畫。2021年度，為因應本次乾旱，政府與民間尋求多種方式開發緊急水源，第二次蘇貞昌內閣也在3月份推動抗旱水源2.0計畫。
開鑿水井

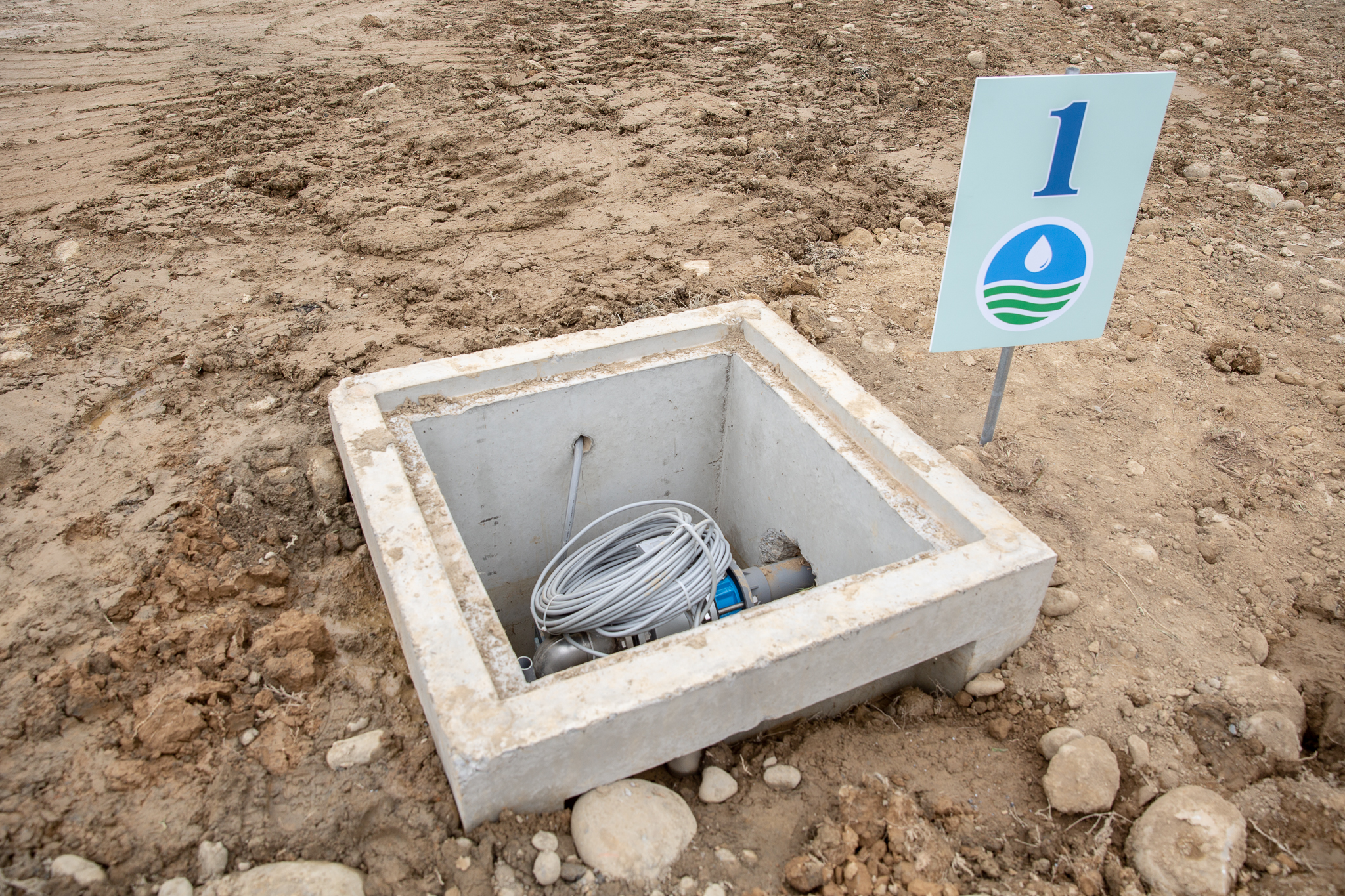
位於台中中央公園內的緊急抗旱水井，為「抗旱水源2.0計畫」在中部開鑿88口抗旱水井之一

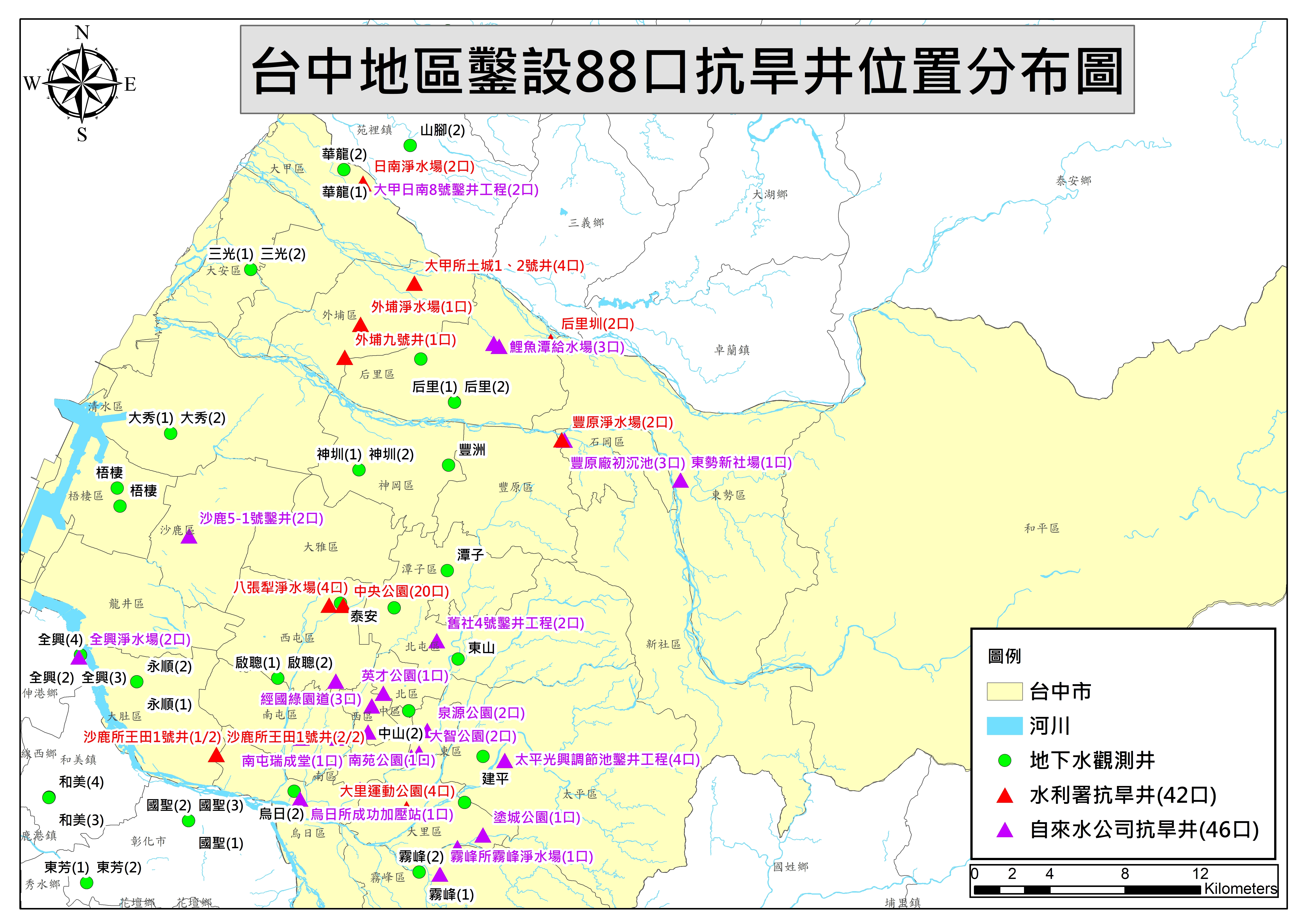
抗旱水源2.0計畫在台中地區鑿設的緊急抗旱井分佈圖

台中抗旱水井自25口增加到88口，鑿井24小時不停工，大概在月底到5月初可完成日供11.5萬噸水，也相當50萬人用水；緊急調派中油鑽探專家，以專業設備到鯉魚潭水庫附近鑿3口較深的水井，共計約日增1.5萬噸水源，4月底前可完成。
高雄4月水情轉為橙燈後，市政府聯合水利署開鑿62口水井及調度挹注澄清湖水庫，5月5日澄清湖蓄水提升到92%，蓄水242萬噸，也解除了高雄5月水情轉紅燈危機。
海水淡化
經濟部於台中緊急新增海水淡化廠，五月15日第一階段通水，每日增加1.3萬噸水源。5月底增至日供1.5萬噸水。
伏流水
台中烏溪伏流水引導工程，新增5.5萬噸水源。
高雄市政府與水利署，於前瞻基礎建設中於高屏溪攔河堰上游完成興田、溪浦及大泉等伏流水設施，2020年初步完工，每日可供應40萬噸原水、備援水30萬噸。因應此次旱象，備援水已經啟動應用。
建案工地取水
台中老佛爺、勤美等2大建案工地取水，以自來水規格檢驗與過濾後併入自來水系統。台南歸仁建案地下水質經檢測，尚符合民生用水，台南市府設置大型RO淨水設備，預計每日可供350噸水注入自來水管線。
跨區引水
臺北市長柯文哲於3月13日表示，臺北已開始擴大支援用水，每天輸送91萬噸水到新北、基隆、桃園等縣市，以利石門水庫進行北水南送到新竹、苗栗。
人工增雨
自2020年9月起至2021年4月22日，水利署增雨團隊在台灣北中南各地水庫集水區總計已實施45次人工增雨作業，其中包含地面增雨32次、高空焰彈增雨8次、無人機應用增雨試驗2次及空軍空中增雨3次。 5月17日中午12時水利署在寶二、永和山和明德水庫燃放增雨焰劑，但副署長王藝峰表示，由於雲系薄弱導致降雨量甚少，本次人工增雨作業「幾乎無效」。
再生水的應用
民生污水、工業廢水，經污水處理廠處理，再經由再生水廠精密過濾純化，所得到的再生水可以供應給非民生用途使用，避免工業用水與民生、農業搶水。

### 限水措施
旱災中央災害應變中心於3月24日會議決定，苗栗、臺中及北彰化部分地區（彰化市及和美、花壇部分地區）水情較嚴峻，自4月6日起實施分區供水紅燈，另4月1日起高雄地區水情燈號由減壓供水黃燈轉為減量供水橙燈，連江地區由水情提醒綠燈轉為減壓供水黃燈。實施分區供水地區分為二區，供水5天，停水2天，以節水15%。因中部水庫旱災中央災害應變中心宣布苗栗、台中部分地區於4月6日起進入「供5停2」民生限水，受影響戶數約為106.4萬戶。這是台灣近20年來第3次大規模分區供水。有專管的中部科學園區、后里科學園區減供而不停供。4月份降雨情況仍然不理想，但幾項緊急供水方案發揮效用，5月6日旱災中央災害應變中心拍板水情燈號維持不變。由於石門水庫蓄水率持續下探，5月21日起桃園市、新北市林口區水情燈號改為橙燈減量供水。五月底連續幾日午後雷陣雨，使高屏溪水量增加、澄清湖水庫蓄水率回升，5月29日高雄地區水情燈號由橙燈轉為「減壓供水」黃燈。6月4日~6日，彩雲颱風及梅雨鋒面接連為台灣帶來豐沛雨量紓緩水情，6月6日起取消苗栗、台中、北彰化地區分區供水紅燈措施，史上最長限水終於解除。
台中市政府運動局因應「供5停2」限水措施，自4月6日起暫停開放台中公立游泳池。僅規劃北區國民運動中心競賽池、烏日溫水泳池及中興泳池3處，優先提供選手訓練專用時段。
為了降低民眾停水不便，自來水公司決定緊急接管施工，利用去年在霧峰水利署水利規劃試驗所內開鑿之深水井支援台中市大里區草湖部分地區，希望能早日完工送水，預計每天可供水2000噸。
彰化縣因應限水，彰北運動中心自4月6日起上午10時至下午2時暫時開放泳池。縣府亦輔導公私立游泳池及三溫暖業者暫停營業，但如同輔導洗車場暫停服務，部分業者表達不滿。為了尋找水源，許多民眾申請合法鑿井，110年每月申請合法水權鑿井數量比去年明顯增加，其中以農用居多。
嘉義市自3月23日起，各國中小暫停辦理游泳池課程，調整為水域救生安全宣導等室內課程替代。嘉義縣從4月1日起，各學校暫停使用游泳池，游泳課調整改上替代課程，公辦民營及民間游泳池則由業者自行配合中央政策。
臺南市自4月22日起針對轄管76座大型公園關閉公廁以外之水龍頭，以確實執行節水措施，預估一個月可節省約2000噸的水量。此外，4月26日起停止三溫暖、洗車業及游泳池供水。部分洗車業者接獲通知後，對於規定僅能管控合法業者卻未能約束非合法業者表示不滿。學校方面，亦先暫停進行游泳課程。同時為了鼓勵民眾與業者節約用水，台南市政府祭出獎勵措施，若達到相關節水比例規定，得取得千元禮券。因泳池停止供水將影響運動選手訓練，考量選手的訓練不容中斷，且參賽成績關係到升學權益，因此將媒合4座公立游泳池，做為南市游泳選手就近集中訓練的基地。
高雄市政府運動發展局表示，公立自管游泳池原於110年4月1日起，關閉旗津池、三民池、鼓山池、右昌池、甲仙池、東門池，計6池。並預計自4月19日起公立自管游泳池配合市府限水抗旱措施，局屬10座游泳池（國際池、三民池、新興池、旗津池、鼓山池、左營池、右昌池、楠梓池、甲仙池、東門池）全部暫停營運。委外及代管泳池不補新水，並加強水質過濾頻率，以維持水質。此外，高雄市政府環保局所轄四座焚化廠回饋設施游泳館（中區、南區、岡山、仁武）自4月1日起，從原本每日開放4場次，縮減為每日僅開放2場次；然因水情仍持續嚴峻，四座回饋設施游泳館自4月19日起全面關閉休館，俟未來水情警報解除後再行開放。高雄市長陳其邁於4月16日宣布，17日起自來水停供洗車場與公私立游泳池，且即日起南區水資源局與自來水公司啟動鑿井計畫，以本月底前日增16萬噸用水、5月增加至30萬噸為目標，確保高雄水情不進入「供5停2」的紅燈階段。

### 清淤

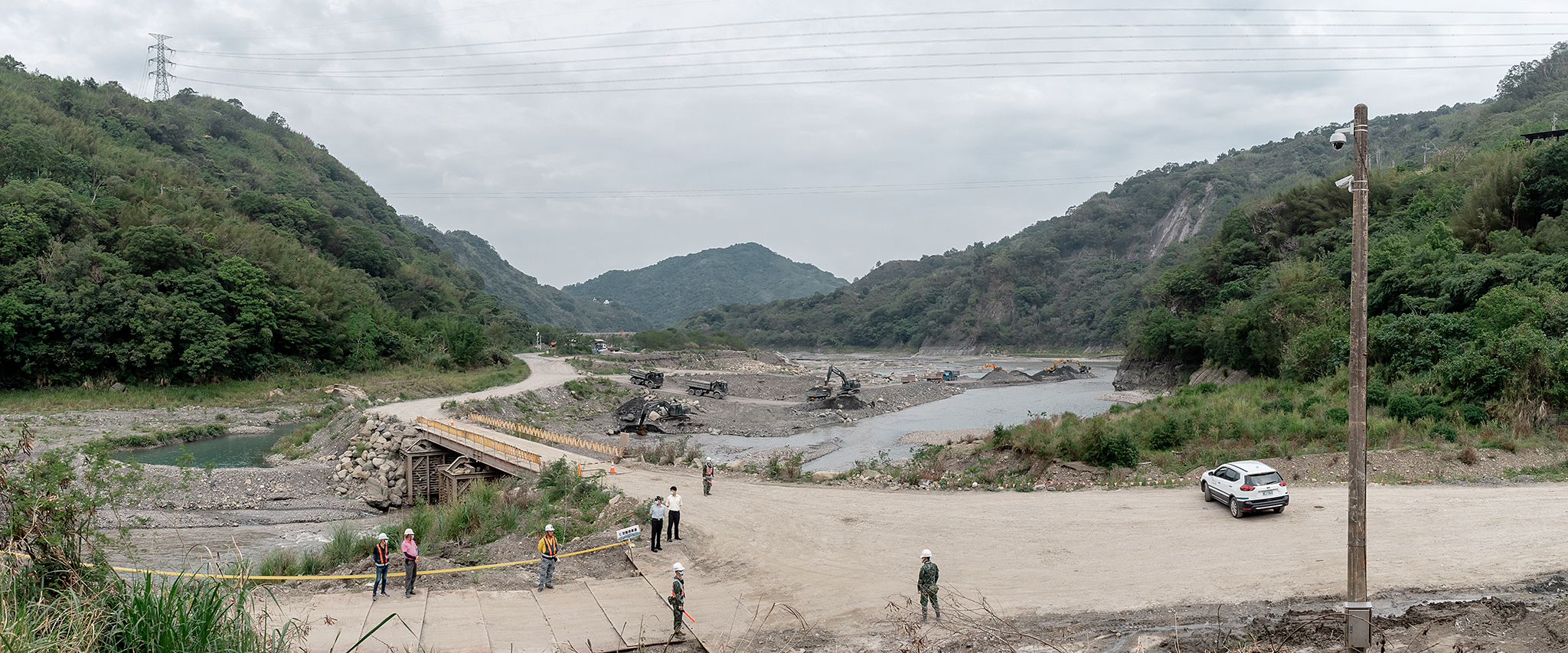
5月3日，石門水庫的清淤情況

中央、地方政府趁著多個水庫底部露出的機會，調派人力清除淤泥。水利署表示，2020年清淤量達1440萬立方公尺，是歷年平均值的2.6倍。2021年的清淤量也較2020年同期增加，1~4月清淤量達760萬立方公尺，至5月16日已清淤896萬立方公尺，遠超過2016年以前的平均值。累計至5月底全國水庫總計清淤約1001萬立方公尺，為歷年同期最高。

## 影響

### 農業
台中市竹筍出筍量減少、竹筍偏小，台中市府農業局估計災損約23公頃。大里區荔枝今年受旱災影響，荔枝落果率相當高；行政院農業委員會5月5日公告台中市新社、石岡及外埔區為辦理「巨峰葡萄」農業天然災害現金救助地區，巨峰葡萄預估損失金額1,523萬元；落花生預估損失金額225萬元。
彰化竹筍出筍量也減少，綠竹筍預計5月出筍，估計減產3成；彰化高麗菜傳出「頂燒症」，菜葉與菜心出現乾燥狀況，賣相不佳，盤商收購意願低，售價下跌。
嘉義縣大阿里山地區茶、竹筍受災嚴重，雲林古坑樟湖等地山區茶園亦出現茶樹乾枯、死亡及茶葉停滯生長之情形，導致生產面積縮小、產量較過往減少，已達農業天然災害現金救助標準，得申請補助。
台南市白河區蓮花產業因灌溉水源短缺受到影響，市府啟動天然災害救助並淤有關部門調配水源灌溉。
高雄青梅及茶樹農損，經公所通報災情達災情確認門檻，市府農業局將爭取青梅及茶樹農產業天然災害現金救助及低利貸款。另外，玉荷包荔枝及黑葉荔枝等亦出現農損災情，市府與農會會勘後研擬補助受災農民。
行政院農業委員會統計，全台因乾旱影響，農業損失已經超過五億新臺幣，在5月梅雨未到來前，農損可能還會擴大，已協助農民在遇到乾旱時採取相關農田管理，以降低損失。

### 河流、湖泊、水庫乾涸
全台最長河川濁水溪因久旱不雨，溪水乾枯，連結雲林二崙鄉與彰化竹塘鄉之自強大橋以西甚至出現斷流，河床龜裂。民眾發現有鯛魚、鱸鰻陳屍在溪床，經烈日曝曬後已成乾。
多個水庫因水位降至多年新低，原本淹沒於水位以下的建築物均重新浮現出水面，例如苗栗鯉魚潭水庫裡舊台三線因水位過低重新顯露於地表。永和山水庫的永安橋亦重見天日，吸引眾多民眾爭相目睹。
日月潭水位下探，4月中水位已比滿水位低了13公尺，潭底乾涸、土地龜裂、池底垃圾露出，還出現大草原景象。南投縣政府對2021年萬人泳渡日月潭能否如期舉辦也沒把握。南投縣教育處長陸正威表示，日月潭具有水力發電和民生供水等重要功能，水位降低水質也受影響不適合舉辦，除了密切觀測氣象水情，也考慮彈性調整報名日期。日月潭水位一度探底至歷來最低的735.85公尺，較滿水位低了12公尺，5月中旬維持在735.5公尺左右。受水位過低影響，朝霧碼頭及玄光寺碼頭於4月1日起暫時封閉，水社碼頭也從4月23日起封閉，剩下伊達邵碼頭以包船型式維持營運。
石門水庫因水位過低，淤泥淤積過深導致集水區上游薑母島民眾飽受交通不便之苦，交通工具舢舨船因擱淺難行。

### 零售百貨業
限水措施施行後，賣場統計瓶裝水的銷量翻倍，許多賣場也特地設置抗旱專區，瓶裝水、儲水桶、免洗餐具、免洗內褲等商品需求大增。

### 服務業
台灣中油自1月6日起，陸續於水情橙燈的新竹、苗栗、台中、彰化、嘉義、台南、高雄等地區，實施縮短洗車服務營業時間兩小時。另因應「供5停2」措施，苗栗、台中、彰化地區，提前一周自3月31日起暫停洗車服務。

### 電力供應
5月13日下午，因高雄市路竹路北超高壓變電所人員操作失誤，導致匯流排接地事故，造成興達發電廠四部燃煤機組跳脫，引發影響近千萬戶的臺灣大規模分區停電。停電主因是瞬間較多機組跳電加上時值下午時段用電負載過高，而原可立即反應接替的多部火力機組歲修之中，水力機組如日月潭、德基水庫等則因旱象無法使用，導致供電暫時不足、電網頻率下降，台電執行緊急分區輪流停電。

## 水庫蓄水量
2021年4月中，台灣主要水庫除翡翠水庫外，有效蓄水量均跌破一半。
5月5日曾文水庫進行調整放水，經發電後流放到烏山頭水庫，以因應民生、工業等各項用水，在此波放水後，烏山頭水庫蓄水率短暫回升到50%以上。
德基水庫在5月10日上午10時，水位來到1325.95公尺，水庫蓄水率3%；11日22點12分起已停止放水供應下游民生使用，12日上午水位1325.59公尺，蓄水率僅2.77%；24日水位1321.99公尺，蓄水率僅1.10%再創47年來水位新低。經過5月底～六月初的幾波梅雨鋒面以及午後雷陣雨灌注，德基水庫的蓄水量於6月14日重新回升至20%。

## 爭議
- 高屏搶水爭議：5月23日晚上，因濁口溪水被築堤全部斷流到屏東縣高樹鄉內，造成高雄上游豪雨、下游沒水情形，高雄市長陳其邁率隊將濁口溪灌溉取水渠道挖出部分缺口，引水入荖濃溪以增加高屏溪攔河堰取水量，此舉引起農田水利署屏管處和高樹地區農民不滿[113]。經協調雙方達成共識，在濁口溪取水口上游設置適當分水設施，並請農水署屏管處建置數位資訊與監控系統[114][115]。

## 祈雨
除了政策上的限水與開發水源措施，民間宗教團體、政府官員也因應此次大旱，多次舉辦、參與祈雨儀式。
2021年3月7日，農田水利署與大甲鎮瀾宮合辦祈雨法會。依循古禮備有司雨神祇、商羊鳥，全場三千人著白色衣物持香祭拜。鎮瀾宮董事長顏清標丶台中市長盧秀燕率水利、農業等五位局長全程參與。
3月15日，桃園渡船遊艇公會舉辦媽祖水上遶境活動，特地請來百吉復興宮的水中土地公以及邀請大溪地區28座宮廟一起參加。共出動18艘船隻於石門水庫遊湖遶境祈福、祈雨近3個小時。
4月14日，嘉義縣東石先天宮舉行建廟300年來首次祈雨儀式，並在現場燒化青龍17隻及壽金7000，祈請四海龍王降雨解旱。
4月17日，日月潭潭區居民發起祈雨活動，迎來台南正統鹿耳門聖母廟媽祖參加，民眾帶著媽祖神尊環潭、搭遊艇、坐纜車，「陸海空」遶境祈雨。嘉義縣大林鎮聖賢宮關聖帝君返鄉祭「祈雨大典」，嘉義縣長翁章梁著漢服主祭祈雨。
4月18日，台南市永康區的靈霄寶殿武龍宮舉辦祈雨儀式，由多達11位道長聯手主持，仿古例以象徵神獸的四溟缸請水，進行祭典。
4月19日，高雄意誠堂關帝廟舉辦祈雨法會，邀高雄市長陳其邁擔任主祭官，廟方請出象徵祈雨的「雷電旗」，希望旱象儘速解除。
4月25日，松山慈惠堂舉辦護國祈安法會，副總統賴清德與桃園市長鄭文燦出席一同為台灣祈雨求水。
4月29日，台南市長黃偉哲在安平開臺天后宮依古禮祈雨祭儀，晉呈「雩禳請雨疏文」後，進行「商羊起舞」古禮。台南市全市37行政區也在當地寺廟同步舉辦祈雨祭典，由各區長主祭。5月底～8月初，台灣各地雨水豐沛，水庫均已達到滿水位，旱象解除。安平開臺天后宮廟方經過擲筊請示後，於8月7日清晨6時許，由市長黃偉哲擔任主祭官，將商羊恭送回天庭。

## 旱象解除機會

### 預報
2021年4月初在西太平洋罕見地誕生颱風舒力基，但根據預報不會靠近台灣，也不會為台灣帶來明顯降雨過程。實際情勢如預報所料，颱風未帶來降雨。
中央氣象局局長鄭明典於4月19日發表解析文章，根據最新梅雨指標圖研判，台灣於5月底過後有機會迎來紓旱梅雨。4月30日，中央氣象局舉行梅雨季展望記者會，預報中心主任呂國臣指出，今年梅雨季的大範圍持續性降雨的時間點可能落在5月下旬後，梅雨季5至6月總雨量以偏少到正常機率較大。

### 降雨歷程
4月28日下午至29日上午，一道結構較完整的鋒面雨帶通過台灣，中部以北及東北部地區有短暫陣雨或雷雨，南部山區則有短暫陣雨或雷雨，為中北部縣市帶來較充足雨勢，水庫略有進水，至29日下午4時統計，全台帶來1597萬噸水，相當於全台1.5天用水量。惟此波鋒面移動速度快，仍需等到梅雨季才有解渴機會。
5月24~25日，鋒面接近台灣、對流雲系發展旺盛，各地午後有短時強降雨，不僅雙北降下豪雨，基隆、宜蘭、高雄以北山區、花蓮山區也有局部大雨現象。這波降雨為全台帶來約1815萬噸水量，受益最大的水庫分別為翡翠水庫以及石門水庫，對水情有正面幫助。南部水庫於此波降雨收穫不大，仍難以解渴，但受惠於此波雨勢，高屏溪流量上升、澄清湖蓄水率提升，高雄地區水情燈號轉為趨緩的黃燈。
5月30日~6月1日，一波較完整的梅雨鋒面為台灣帶來明顯降雨過程，全台水庫蓄水率都轉為正成長。全台水庫預估入流量1.36億噸，約兩週全台用水。水利署估計，此波鋒面中，北部受益最多的石門水庫整體進帳估2600萬噸。但蓄水率仍偏低，要完全解除旱象仍需幾場降雨。
6月4日~6日，彩雲颱風及梅雨鋒面接連為台灣帶來豐沛雨量紓緩水情。本波梅雨鋒面於各地水庫集水區降雨效益約2.1億噸，其中台北翡翠水庫約4200萬噸，石門、寶山及寶二水庫合計增加1656萬噸，中部地區永和山、鯉魚潭及德基水庫合計增加2270萬噸，南投日月潭及霧社水庫約1100萬噸、台南南化水庫約3210萬噸、曾文及烏山頭水庫約4100萬噸。此波降雨也讓台中、北彰化地區分區供水紅燈措施得以解除，彰化、雲林轉為水情提醒綠燈，南投、高雄回復水情正常。
6月21日~25日，梅雨鋒面徘徊滯留在台灣附近，全台皆有雨勢。中央氣象局表示，這波滯留鋒影響最顯著的時間是22、23日，主要降雨區域為西半部和東北部。
氣象學家吳德榮於6月25日回顧即將結束的梅雨季，他表示，雖有3波典型梅雨滯留鋒面帶來降雨，但若無另2波移動性鋒面、連續午後雷陣雨及西南季風為中南部帶來大量降雨，這場創56年記錄的旱災是無法這麼容易紓解的。
中度颱風烟花於7月23~25日經過台灣東北部海面，氣象局一度發布海上颱風警報。烟花颱風雖未登陸台灣陸地，但外圍環流仍為中部以北帶來豐沛雨量，統計水庫入流量效益約3.3億噸。由於這波降雨有效挹注中部與北部地區的水庫，桃園、苗栗地區水情轉為正常，台中由減量供水橙燈轉為減壓供水黃燈。
7月31日~8月1日，台灣受西南氣流影響，台中以南地區出現明顯降雨，高雄御油山、屏東大漢山累積雨量分別達到521及512.5毫米。多個鄉鎮發生淹水、積水災情，部分道路交通中斷。氣象局將此事件命名為「110年0731西南氣流豪雨事件」。此波豪雨為台灣地區帶來約1億噸的降水量，受益最大的分別是南化水庫與曾文水庫。中部山區的德基水庫和霧社水庫雖有降雨量，但回升的速度較慢。
8月6日~8月8日，盧碧颱風於登陸福建省減弱為熱帶性低氣壓後轉向登陸台灣，為各地帶來多日致災性豪雨，從8月7日清晨2點累計到上午8點，短短6小時總降水量就超過23億噸。

## 水情燈號
- 2020-10-14，桃竹苗台中地區轉為黃色燈號。
- 2020-10-26，中南部地區轉為綠色燈號。
- 2020-11-18，嘉義台南轉為黃色燈號。
- 2021-01-06，新竹苗栗台中地區轉為橙色燈號。
- 2021-02-25，嘉義台南地區轉為橙色燈號，南投雲林彰化高雄轉為黃色燈號。
- 2021-04-01，高雄地區轉為橙色燈號。
- 2021-04-06，苗栗及台中地區轉為紅色燈號。
- 2021-05-21，桃園及新北市林口區轉為橙色燈號。
- 2021-05-29，高雄地區轉為黃燈，水情舒緩
- 2021-06-06，台中、苗栗地區轉為橙燈，解除分區供水
- 2021-06-07，彰化、雲林轉為綠色燈號，南投、高雄回復水情正常
- 2021-06-22，嘉義台南地區轉為綠色燈號，桃竹苗轉為黃色燈號，旱象大致解除
- 2021-06-30，桃園轉為綠色燈號，新竹嘉義台南地區恢復正常
- 2021-07-27，台中地區轉為黃燈，本島其餘地區水情恢復正常
- 2021-08-05，台灣本島、澎湖、金門、馬祖地區，全區水情恢復正常

## 評論

### 政黨

#### 中國國民黨
國民黨主席江啟臣於3月10日下午主持國民黨中常會，在致詞時抨擊執政黨的「鑿井」政策「貽笑大方」。
國民黨於3月25日召開記者會，文傳會主委王育敏表示，政府編了前瞻基礎建設計畫等大筆預算，卻未能解決台灣缺水問題，質疑預算的錢都花去哪了。文傳會副主委王鴻薇則表示總統蔡英文在旱災時都沒去視察水庫，如同神隱，如此不重視水情，如何喚起全民危機意識。  

#### 民主進步黨
民進黨籍的謝佩芬於3月25日表示，面對台灣56年來的最大旱象，政府去年就已啟動應變機制，至今調度節水累積達8億公噸、約4座石門水庫的水量。希望雨季來臨前，國人能團結、發揮力量，突破難關。有關國民黨對民進黨治水政策的批評，謝佩芬呼籲國民黨，政治口水無法解決臺灣56年來最嚴重的旱象問題，而是要團結、發揮力量，以突破難關。

#### 2021國慶大典
2021年10月10日，中華民國110年國慶大會展演活動以「捍衛臺灣」為主軸，「抗旱國家隊」獲邀參加國慶日遊行，有功人員代表由包括水利署、臺灣自來水公司、14處水庫人工增雨工作人員、氣象專家、中科院、台灣大學、勤美、忠泰、國統、新紋、政東、詮禾、廣運等相關協力廠商共同組成，國人自行研發的抗旱裝備也參與遊行。經濟部表示，對抗此次旱災，中央與地方合作透過各項超前部署措施，包括人工增雨、聯通管、建築工地地下水、緊急海淡等措施，還有國軍協助運水及淨水車，在全體國人共同配合節水下，順利度過百年大旱的考驗。希望透過國慶大會活動，讓全民一起感謝這批守護臺灣的英雄。

#### 《再生水資源發展條例》
經歷此次百年大旱衝擊，蘇內閣加強推動再生水等多元水源，經濟部水利署2022年初預告修正「再生水資源發展條例」部分條文，刪除「位在水源供應短缺之虞地區」才要使用再生水的條件，大幅擴大再生水使用範圍。未來一定規模以上的開發案都要使用一定比率的再生水。再生水之適用範圍、使用比率、對於「一定規模」定義等規範，每三年檢討一次。4月29日，修正案於立法院無異議，三讀通過。

### 媒體

#### 英國廣播公司
BBC報導指出，全球最高階的晶片約有90%在台灣生產，因此臺灣的乾旱可能對全球電子業不利。此次乾旱除了電子業可能受到影響外，臺灣農民受到的衝擊最大。而造成此次乾旱的原因，除了1960年代以來，臺灣每年的雨天數明顯減少的氣候變化外，過度低廉的水價調整導致臺灣人把水當作理所當然的事、水管漏水導致大量水資源浪費和臺灣政府對水資源管理方式的忽視是造成水資源短缺的根源。

#### 華爾街日報
華爾街日報指出，擁有全球三分之二半導體製造產能的臺灣正遭受半個世紀以來最嚴重的旱災，在全球面臨近期歷史上最嚴重的晶片短缺之際，旱災令臺灣承受的壓力陡增。儘管由於臺灣政府對半導體生產商給予破例用水照顧使其短期內不會遭受重大影響，但隨著缺水狀況持續，需要使用大量水資源的半導體產業可能被迫做出調整，並且導致同樣迫切需要水資源的農民因為水資源優先配給給工業區而被迫放棄灌溉導致土地荒廢。由於氣候變化，水資源短缺在未來幾年可能會成為一個更持久的問題。

## 參看
- 2002年北臺灣旱災缺水危機
- 2015年臺灣旱災缺水危機
- 水危機
- 限水